# Azumah Bugre
Azumah Bugre, née le 15 décembre 2002, est une footballeuse ghanéenne évoluant au poste de milieu de terrain.

## Biographie

### Carrière en club
Azumah Bugre devient joueuse des Police Ladies en 2016. Elle remporte avec les Hasaacas Ladies, qu'elle a rejoint en janvier 2021, le Championnat du Ghana , la Coupe du Ghana et la Ligue des champions de l'UFOA B en 2021.

### Carrière en sélection
Azumah Bugre dispute la Coupe du monde féminine de football des moins de 17 ans 2018 en Uruguay, où la sélection ghanéenne est éliminée en quarts de finale. Elle est appelée en équipe du Ghana des moins de 20 ans en 2021.

### Autres activités
Azumah Bugre est officier de l'Armée de l'air ghanéenne.

## Palmarès
Hasaacas Ladies
- Championnat du Ghana
  - Championne en 2021
- Coupe du Ghana
  - Vainqueur en 2021
- Ligue des champions de l'UFOA B
  - Vainqueur en 2021